# Phragmocarpidium
Phragmocarpidium es un género de fanerógamas con una sola especie Phragmocarpidium heringeri, perteneciente a la familia  Malvaceae.
- Datos: Q9059172
- Especies: Phragmocarpidium